# Viewtiful Joe (anime)
Viewtiful Joe est un anime adapté d'un jeu vidéo du même nom.
Il compte 51 épisodes de 24 minutes et fut diffusé du 2 octobre 2004 au 24 septembre 2005 au Japon, sur TV Tokyo.
En France, il est diffusé sur Jetix et Mangas.

## Synopsis
Le scénario est globalement le même que celui des jeux, avec quelques différences. Joe, adorateur de films et plus particulièrement du Captain Blue, est transporté avec son amie Silvia dans le monde de son héros, où il affrontera les forces du Jedow grâce à ses super-pouvoirs, les VFX, et rencontrera de nombreux ennemis et rivaux tels qu'Alastor ou Jet Black.

## Personnages

### Protagonistes
Joe / Viewtiful Joe
Le héros de la série. Agé de 17 ans, c'est un grand fanboy du super héros Captain Blue. Il s'est retrouvé dans le monde cinématographique pour sauver sa petite amie Silvia kidnappée par l'organisation JADOW, il recevra alors la V-Watch par l'esprit de Captain Blue qui le transforme en super héros.
Captain Blue
Le héros dont Joe est fan, déclaré mort après son combat face à JADOW, il confiera ses pouvoirs au jeune Joe. Il s'avèrera être en réalité un réalisateur de films de super-héros tombé dans l'oubli ainsi que le père de Silvia. Arrivé dans le monde cinématographique il prit totalement l'identité de son personnage, mais fut corrompu devenant ainsi JADOW.
Silvia / Sexy Silvia
Deutéragoniste de la série, elle est la petite amie de Joe et kidnappée par JADOW. Retenue dans leur forteresse, elle tentera à plusieurs reprises de s'évader sans succès. Finalement sauvée par Joe à la fin de la saison 1, elle reçoit sa propre V-Watch et devient une super héroïne sous le nom de Sexy Silvia.
Captain Blue Jr.
Tritagoniste de la série, il est également un fan de Captain Blue, au point de porter un costume similaire au sien. Il accompagne Joe dans toute la saison 1, jouant souvent le rôle de voix de la raison au héros. Dans la saison 2, Captain Blue lui offre des V-Yo-Yos lui donnant ses propres pouvoirs.

## Épisodes
Note : les titres des épisodes présentés ici sont la traduction des titres originaux.
1. Ce sacré Joe
2. Je les ai ! Les légendaires techniques spéciales
3. Je suis… Viewtiful Joe !
4. Silvia S.O.S !
5. Captain Blue Junior fait son entrée !
6. Allez, Six Machine !
7. Tremblez ! L'apparition de Suragon
8. Quoi ? Notre héros est disqualifié ?
9. Gros dérangement ! Le héros du festival !
10. Super Robot Grancharulk
11. Le jour où le monde perd ses couleurs
12. La V-Watch volée
13. Le fugitif du Jadow
14. Enregistrements ! La bataille du Jadow est confirmée
15. Le Plan des cloches nuptiales
16. Le pin Péninsule et la fleur féerique
17. Le retour du Captain Blue
18. La panique V-Watch
19. Relève la tête, tu vas surement marcher !
20. Ce n'est pas le moment de jouer !
21. Junior : Attaque critique
22. La grande évasion de Silvia
23. Bataille décisive ! Joe contre Alastor !
24. Résurrection ! Six Machine !
25. Bataille décisive ! Infiltration de la base Jadow
26. Il nous reste demain !

## Distribution
| Personnage      | Voix japonaise   | Voix française 1 (version Jetix) | Voix française 2 (version Mangas) |
| --------------- | ---------------- | -------------------------------- | --------------------------------- |
| Viewtiful Joe   | Tomokazu Seki    | Yann Pichon                      | Frédéric Meaux                    |
| Silvia          | Natsuko Kuwatani | Christine Paris                  | Sophie Landresse                  |
| Captain Blue    | Banjō Ginga      | Gilbert Levy                     | Robert Dubois                     |
| Alastor         | Shinichiro Miki  | Gilbert Levy                     | Tony Beck                         |
| Sprocket        | Mayumi Asano     | Frédérique Marlot                | Julie Basecqz                     |
| Hulk Davidson   | Akimitsu Takase  | Michel Tugot-Doris               | Martin Spinhayer                  |
| Captain Blue Jr | Makoto Tsumura   |                                  | Élise Huwart                      |
| Charles III     | Mitsuru Ogata    | Emmanuel Fouquet                 | Mathieu Moreau                    |
| Gran Bruce      | Shouto Kashii    | Philippe Roullier                | Lionel Bourguet                   |
| Fire Leo        | Yuji Ueda        | Pascal Montségur                 | Michel Hinderyckx                 |
| Dark            |                  | François Jaubert                 | Jean-Marc Delhausse               |
| Jokester        |                  |                                  | Peppino Capotondi                 |

## Génériques originaux
- Openings (génériques de début) :

1. "Brighter Side" par SaGa (épisodes 1 à 26)
2. "Brighter Side" (2e version) par SaGa (épisodes 27 à 38)
3. "Spirit Awake" par SaGa (épisodes 39 à 42)
4. "Spirit Awake" (2e version) par SaGa (épisodes 43 à 51)

- Endings (génériques de fin) :

1. "And You" par SaGa (épisodes 1 à 19)
2. "And You" (2e version) par SaGa (épisodes 20 à 38)
3. "Shangri-La Village / Tougenkyou" par Amasia Landscape (épisodes 39 à 51)

## Commentaires
- Aux États-Unis, la série a subi quelques modifications : la pose de transformation de Joe a été changée (son majeur a été effacé afin d'éviter toute confusion avec un doigt d'honneur). La « Six Machine » a été renommée Robo Six à cause d'une trop grande similarité avec « Sex Machine ».
- Sprocket, dont l'une des caractéristiques est d'avoir la fermeture éclair de son haut qui s'ouvre toute seule, s'est retrouvée pourvue d'une cravate afin de cacher son décolleté et toutes les scènes où elle remonte la fermeture ont été coupées, réduisant ainsi l'importance de son personnage.
- Si 51 épisodes ont été produits, seuls 26 sont sortis en DVD au Japon et aux États-Unis. Ainsi, seuls le Japon et l'Espagne ont connu les 25 derniers épisodes, même si aucun DVD espagnol n'est jamais sorti.